# Nicola Tappenden
Nicola Tappenden (Bournemouth, 2 de diciembre de 1982) es una modelo de glamour, reconocida por haber sido chica de la página 3 en The Sun.

## Biografía
Tappenden nació en Croydon, municipio en el extrarradio de Londres, y estudió en el Shirley High School de Croydon. Comenzó su carrera de modelo en topless como chica de la Page 3 en 2002, cuando tenía 20 años en 2002, después de ganar el primer concurso Page 3 Idol de The Sun mientras trabajaba para la gestión de activos de Citigroup. Desde entonces, se ha convertido en una figura habitual, además de realizar otros encargos de modelaje de glamour y de moda al por menor.
En mayo de 2007, Tappenden se presentó al concurso de Miss Gran Bretaña como Miss Croydon y quedó en décimo lugar.
Hizo un cameo en la película Deuce Bigalow: Gigoló europeo, apareciendo con las también modelos de Page 3 Katie Downes, Michelle Marsh y Nikkala Stott.
Tappenden fue invitada a participar en el reality show de televisión WAGs Boutique (debido a su relación con el delantero del Fulham Football Club Bobby Zamora), en el que dos equipos de WAGs competían para dirigir dos boutiques de moda durante un periodo de tres meses. Más tarde, en 2007, publicó un vídeo de ejercicios, WAGS Workout.
En enero de 2010, Tappenden participó en la séptima edición de Celebrity Big Brother. Fue expulsada del reality show el 27 de enero en un desalojo sorpresa, quedando en sexto lugar.
También apareció en 50 Greatest Plastic Surgery Shockers en diciembre de 2010.
Tappenden ha grabado un single, llamado Drunk, con el rapero Coolio, que se publicó el 1 de marzo de 2010.
También participó en el sencillo de Race for Life Girls Just Wanna Have Fun, que se publicó en abril de 2010. El tema cuenta con la participación de otras celebridades, como Kym Marsh, Danielle Lloyd, Lisa Scott-Lee y Kelli Young.
Tras salir con el delantero del Leeds United Simon Walton durante dos años, Tappenden dio a luz a su primer hijo en noviembre de 2008, una niña llamada Poppy.
Entre los iconos de la moda de Tappenden se encuentran Lindsay Lohan, Katie Price y Victoria Beckham.